# Pardon my French
Pardon my French o Excuse my French (Perdone mi francés en español) es una frase común del idioma inglés usada para hacer pasar de manera ostensible lenguaje soez como palabras del idioma francés. La frase es dicha en un intento de excusar al hablante de usar lenguaje soez, groserías u ofensas en presencia de aquellos que pudiesen ser ofendidos por lo dicho, bajo el pretexto de que las palabras pertenecen a otro idioma. Aunque la frase se usa sin alguna intención explícita o implícita de ofender al idioma o pueblo francés, puede sin embargo ser percibida como ofensiva o denigrante por la población francófona. Aunque la mayoría de los hablantes no usa el término con intención de ofender, sino más bien como una forma amable de disculparse rápidamente por haber usado palabras algo obscenas. En otras palabras, puede ser (y usualmente es) un método muy efectivo para expresar que el hablante no tiene intención de aumentar el uso del lenguaje soez. Es el equivalente en español a decir "Perdona la expresión" o "Perdona mi vocabulario". 

## Uso
Al menos una fuente sugiere que la frase «deriva del uso literal de la exclamación. En el siglo XIX, cuando los ingleses utilizaban expresiones en francés se disculpaban frecuentemente por hacerlo - presuntamente porque muchos de los oyentes (tal y como ahora) no estarían familiarizados con el idioma.» La definición cita un ejemplo de The Lady's Magazine, 1830:

Bless me, how fat you are grown! - absolutely as round as a ball: - you will soon be as embonpoint (excuse my French) as your poor dear father, the major.

Lo que al español se traduce como: "Santo cielo, cuán gordo te has puesto! - absolutamente tan redondo como una bola: - pronto serás tan embonpoint (disculpa mi francés) como tu pobre querido padre, el alcalde.
La frase has sido usada en televisión y películas familiares donde las palabras menos ofensivas están precedidas por "pardon my French" para intensificar su efecto sin violar las leyes de censura o calificación por edades. Un buen ejemplo está en la película Ferris Bueller's Day Off. Cameron llama a Mr. Rooney y le dice: "Pardon my French, but you're an asshole". (Disculpa mi francés, pero eres un cabrón).

## Expresiones relacionadas

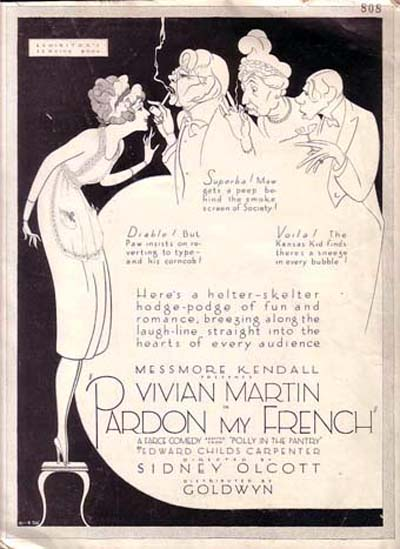
Póster para la película de 1921 Pardon My French, el personaje a la izquierda usa la grosería en francés "Diable!".

Incidentalmente, varias expresiones han sido usadas tanto por los ingleses como por los franceses para describir un hábito inaceptable en ambas culturas, pero atribuyéndoselo a otro país:
- "to take a French leave" (irse de una fiesta u otra reunión sin despedirse apropiadamente del anfitrión) es conocido en francés como filer à l'anglaise (lit. "Irse a la inglesa").
- "French letter" (ahora algo arcaico; refiriéndose al condón) se dice en francés capote anglaise ("sombrero inglés" ).
- Durante el siglo XVI en Inglaterra, el herpes genital fue llamado "Mal francés" y "Enfermo francés" era un término para la sífilis, mientras que en Francia se le conocía como le Mal de Naples (el mal de Nápoles), después de la epidemia de sífilis en 1494/1495 cuando las tropas francesas invadieron Nápoles.
- "Beso francés" (Un "beso con lengua" que estimula los labios, lengua y boca de la pareja) es conocido en francés como un baiser amoureux (lit. "Beso amoroso").